# Frespera meridionalis
Frespera meridionalis är en spindelart som beskrevs av Braul, Lise 2002. Frespera meridionalis ingår i släktet Frespera och familjen hoppspindlar. Inga underarter finns listade i Catalogue of Life.